# Универзитет у Талину
Универзитет у Талину (ест. Tallinna Ülikool) је државни универзитет у центру Талина. Један је од три водеће институције високог образовања у Естонији.